# Haruki Fukushima
Haruki Fukushima (福島 春樹 Fukushima Haruki?), född 8 april 1993 i Aichi prefektur, är en japansk fotbollsspelare.
Fukushima började sin karriär 2016 i Urawa Reds.